# Allrakäraste syster
Allrakäraste syster är en fantasynovell av författaren Astrid Lindgren utgiven i novellsamlingen Nils Karlsson Pyssling 1949, som bilderbok med illustrationer av Hans Arnold 1973.

## Handling
Pappa tycker bäst om mamma och mamma tycker mest om lillebror, men sjuåriga Barbros hemliga tvillingsyster Ylva-li tycker bara om Barbro som hon kallar Allrakäraste Syster. Ylva-li är drottning i gyllene salen. Dit kommer man om man kryper ner genom hålet under rosenbusken, Salikon. Där leker de med sina hundar Ruff och Duff, matar sina små vita kaniner och rider på sina hästar Guldfot och Silverfot. De rider genom Stora Hemska Skogen där De Elaka bor, till De Snälla som bjuder på kakor och karameller från den stora spisen mitt ute på ängen. De rider vidare till Den Vackraste Dalen i Världen, där blommorna sjunger och träden spelar.
När de står på bron som leder över den lilla bäcken tystnar allt och Ylva-li berättar det där hemska för sin Allrakäraste Syster. Att när Salikons rosor en dag vissnar betyder det att Ylva-li inte längre finns. Men Barbro vill inte lyssna, hon slänger sig upp på Silverfot och rider allt vad hon kan tillbaka till Gyllene salen och kryper upp ur hålet. Väl uppe igen blir mamma helt överlycklig att hon är hemma igen, de hade varit så oroliga för hon hade varit borta hela dagen. Dagen efter är Barbros födelsedag och en liten hundvalp och föräldrarnas födelsedagssång väcker Barbro. Hundvalpen får namnet Ruff. När Barbro går ut i trädgården med Ruff ser hon att Salikons rosor vissnat och hålet i marken är borta.

## Dramatiseringar
Berättelsen filmatiserades 1988 som Allrakäraste syster.
Sofia Thelin har komponerat en visopera (musiken har arrangerats av Daniel Fjellström) baserad på boken. Operan hade premiär i januari 2016.

### Fotnoter
1. ↑  ”Allrakäraste syster”. malmolive.se. Arkiverad från originalet den 23 december 2015. https://web.archive.org/web/20151223120551/http://malmolive.se/program/allrakaraste-syster. Läst 19 december 2015.